# 発電機

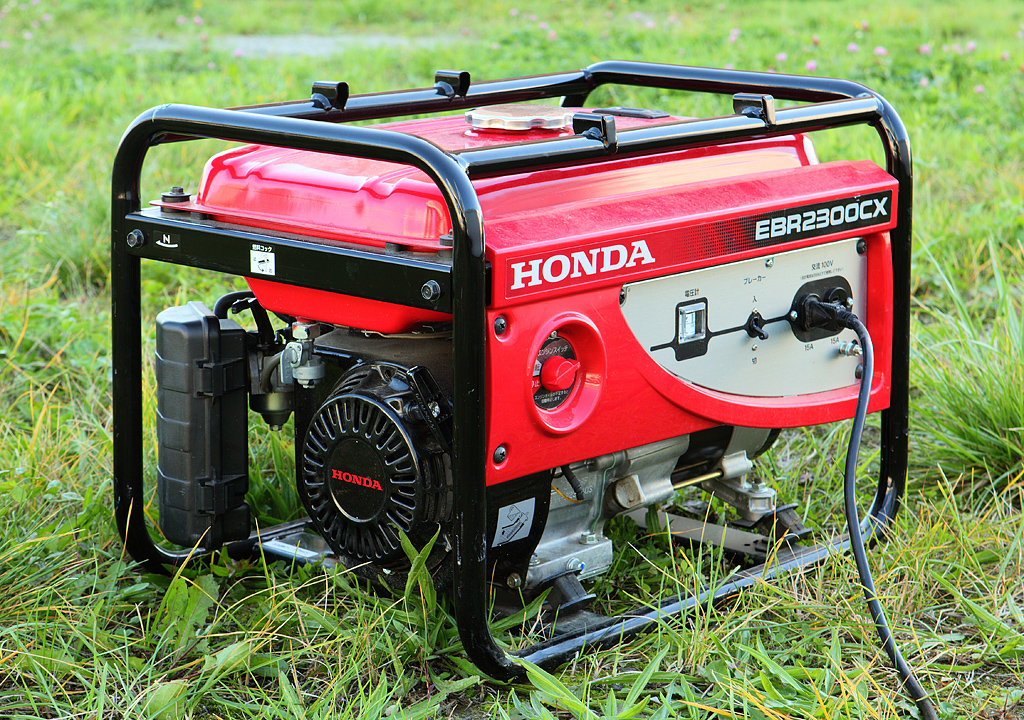
ガソリンエンジンを用いた小型発電機。工事現場や屋外イベントの屋台などで見かけることができる。

発電機（はつでんき、electrical generator）は、電磁誘導の法則を利用して、機械的エネルギー（仕事）から電気エネルギー（電力）を得る機械（電力機器）である。
自動車やオートバイなどのエンジンに付いているオルタネーターや、自転車の前照灯に直結されているダイナモは身近な発電機の例である。また、電気関係の一部ではジェネレーター/ジェレレータと呼ばれることがある。
構造は電動機（モーター）と近い。原理は同一で、モーターから逆に電気を取り出す事が出来る。より具体的には、模型用電気モーターの電極に豆電球を繋ぎ、軸を高速で回転させると豆電球が点灯する。実用的にはそれぞれに特化した異なる構造をしている。そのため、モーターで走行する鉄道車両やハイブリッドカー、電気自動車においては、モーターを発電機として利用して発生した電力を抵抗器で熱エネルギーとして消費したり（発電ブレーキ）、架線やバッテリーに戻したり（回生ブレーキ）して制動力を得ることも可能である。
発電機の動力源がモーターのものについては電動発電機を参照。

## 種類
発生する電力の種類により直流発電機、交流発電機に大別される。
- 直流発電機
- 交流発電機
  - 同期発電機
  - 誘導発電機
  - 高周波発電機

また、発電機を動かす動力源は、下記のように分類される。
- 人間、人力（歴史の節で説明されている初期の発電機、現代の自転車のダイナモ、手回し発電機（停電時や災害時に使うもの）など）。人力発電。
- 水車（水力発電）
- 風力原動機（風力発電）
- 内燃機関（内燃力発電 : 発動発電機（英語版）、ガスタービン発電機）
  - 内燃機関と組み合わされたものには、特に発動発電機（発々-はつはつ）や、ジェネレーターセット（Genset、ジェネセット、発電セット）の通称がある。燃料はA重油、軽油、ガソリン、LPガス（プロパン、ブタン）、天然ガス（LNG、CNG）、水素。

なお、内燃機関で走行する自動車やオートバイに搭載されている発電機のオルタネーターも、その内燃機関から動力を得ている。
- 蒸気タービン（汽力発電：火力発電・原子力発電などはこの方式）
- 爆薬（爆薬発電機）

- 手回し発電機。クランクハンドルを手で回して発電する。LEDランプも備え、非常時の懐中電灯として使え、スマホや携帯機器の充電などに使えるケーブルなどが付属しているものが多い。
- 直流発電機の一種、自転車のダイナモ。英語圏ではこのタイプはボトルダイナモ（en:Bottle dynamo）と呼ぶ。
- 近年の自転車のハブダイナモ。車輪のハブ（車輪の中央、スポークが集まる部品）の内部に発電機が組み込まれている。
- 内燃自動車に搭載されている交流発電機はオルタネーターと呼ばれる。車載の電装用バッテリーはこれで充電される。
- オートバイのオルタネーター。
- マイクロ水力発電の発電機（動力が伝統的な形の水車になっているタイプ）
- 風力タービン（洋上風力発電のもの）
- 原子力発電所の蒸気タービン発電機の例（米国NRCの画像）
- 航空機の地上補助電源やエンジン始動に用いられる移動式発電機（GPU）
- 北陸電力で使用される移動電源車
- 災害支援のためC-17輸送機に搭載されるFEMAのディーゼル発電セット
- 屋上に設置された非常用LPガス発電機

## 発電機の歴史
磁気と電気の関係が発見される以前に、静電気学の原理を使った静電発電機が発明されている。静電発電機は、高電圧で少電流の電気を発生する。ベルトや板や円盤に電荷を蓄えて輸送し、高電位差を生じさせる。電荷は次のどちらかの手段で発生させる。
- 静電誘導
- 摩擦帯電 - この場合、ふたつの絶縁体を接触させても、どちらも帯電したままとなる。

効率が低く、高電圧を発生する機械を絶縁するのが難しいため、静電発電機が発生する電力量は小さく、電力を商業的に供給する手段としては使われなかった。その中でも後々まで残ったものとして、ウィムズハースト式誘導起電機やヴァンデグラフ起電機がある。

### イェドリクのダイナモ
1827年、ハンガリーのイェドリク・アーニョシュが electromagnetic self-rotor と名付けた電磁回転装置の実験を開始した。単極電気始動機の試作機（1852年から1854年に完成）では、固定部品も回転部品も電磁式だった。彼はジーメンスやホイートストンの少なくとも6年前にダイナモの概念を確立していたが、自分がそれを世界で初めて考案したとは思わなかったため、特許を取得しなかった。
基本的にその概念は永久磁石を使わず、ふたつの電磁石を使って回転子の周囲の磁界を誘導する。それは自励作用の原理の発見でもあった。イェドリクの発明は当時の水準の数十年先を行っていた。

### ファラデーの円盤

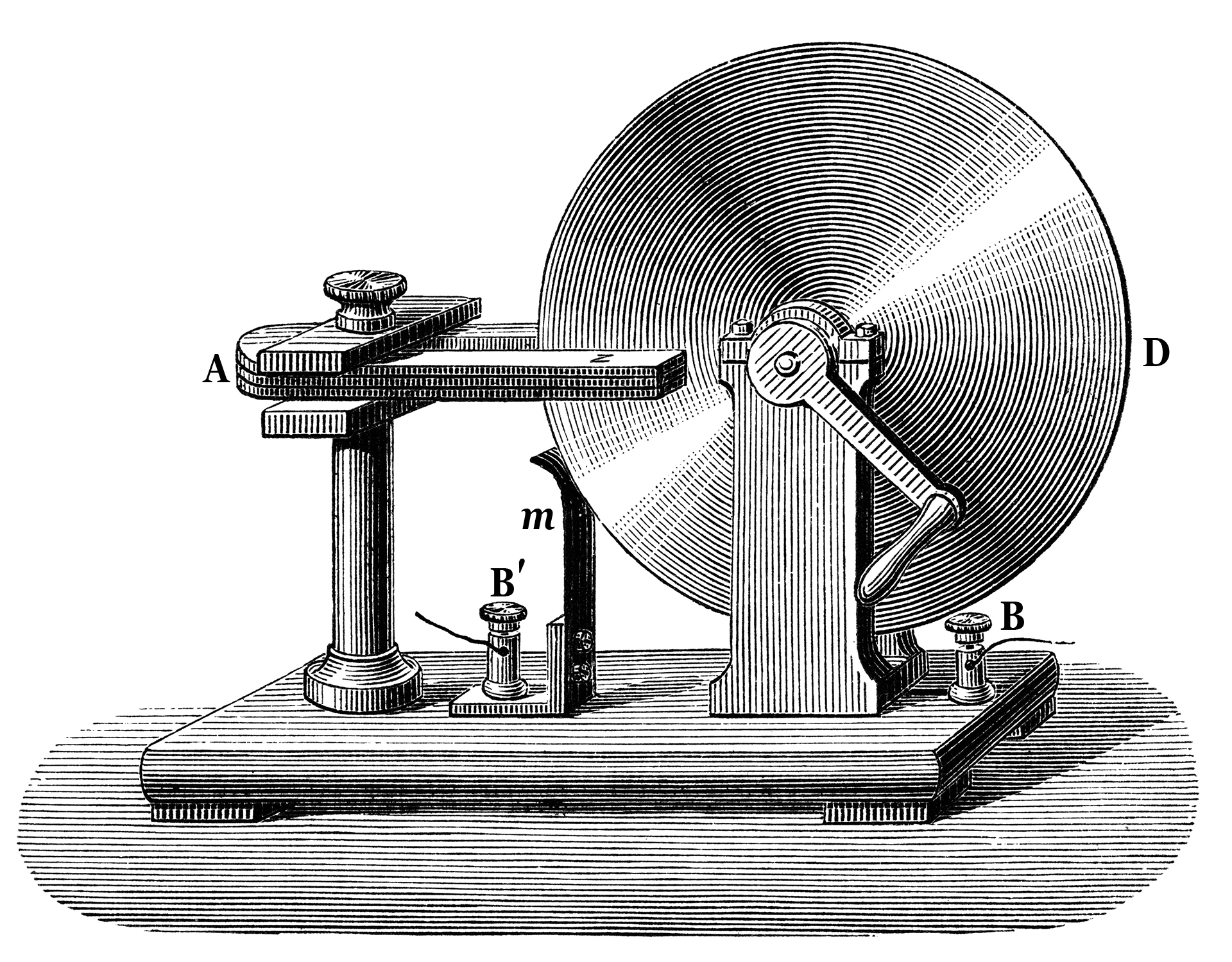
ファラデーの円盤

マイケル・ファラデーは1821年に世界初のモーターの一つとも考えられる単極誘導電動機とでも云うべき原理を考案している。しかし、師のハンフリー・デービーとアイデアについて考え方が合わず、以後デービーが亡くなるまで、ファラデーは師の専攻の一つである化学の実験に明け暮れる。
ファラデーは1831年に、電磁気を使った発電機の動作原理を発見した。これが後にファラデーの法則と呼ばれるようになった。すなわち、磁場を横切る形で移動する電気伝導体の両端に電位差が生じることを示した。ファラデーは1832年、初の電磁式発電機「ファラデーの円盤」も製作した。これは一種の単極発電機で、銅円盤をU字形の磁石の間で回転させることにより、円盤の側円部と中心部に微弱な電位差を発生する。
この設計では、磁場の影響を受けない部分で逆電流が発生して円盤内で相殺してしまうため、あまり効率がよくない。磁石の間を通る部分で電流が発生するが、磁場の影響を受けない部分では逆方向に電流が流れる。この逆電流のせいで出力を取り出す導線で得られる電力は微弱となり、電磁誘導のエネルギーの大部分は銅の円盤の温度を上昇させる形で浪費される。後の単極発電機では、円盤の周囲全体に磁石を並べ、全体で一定方向に電流が発生するようにして問題を解決している。
もうひとつの欠点は、磁束に対して電流の経路がひとつしかないため、出力電圧が非常に低い点である。その後の他者の実験で、複数巻きのコイルを使うと高電圧を作りだせることが判明した。出力電圧は巻き数に比例するので、巻き数を加減することで必要な電圧を容易に発生できる。後の発電機では、巻き線が使われるようになった。
最近では、回転子に希土類磁石を使った単極モーターが実用化されている。これは従来よりも様々な面で利点がある。

### ダイナモ

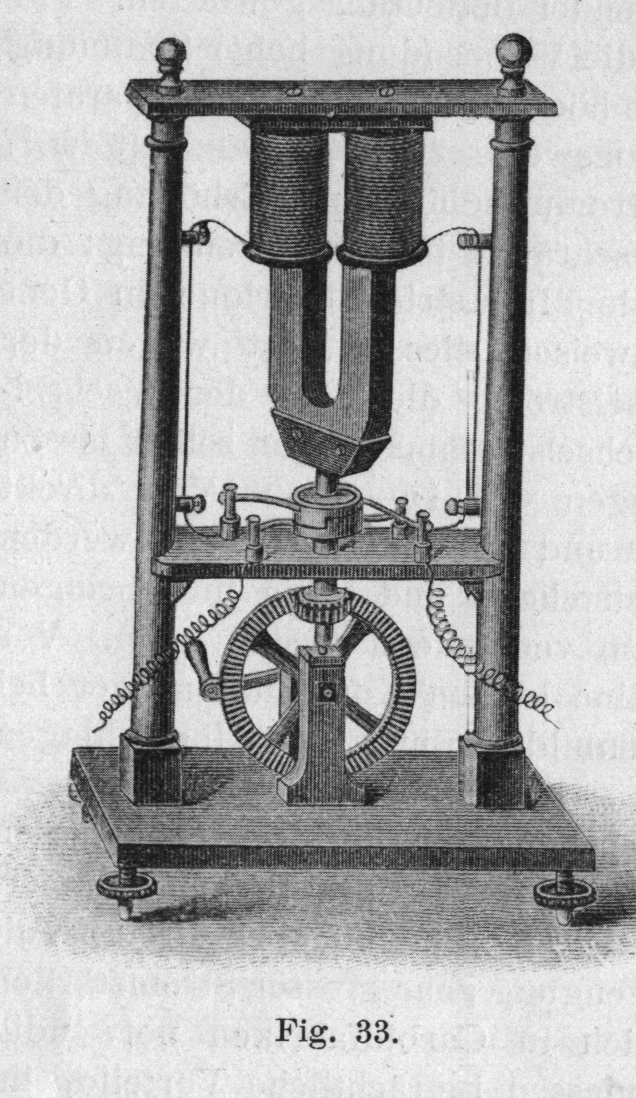
ピクシーのダイナモ

ダイナモ (Dynamo) は、産業用電力供給に使われた最初の発電機である。ダイナモは電磁気学の原理を使い、整流子を用いて回転力を脈動する直流電流に変換する。1832年、ヒポライト・ピクシー（Hippolyte Pixii）が世界初のダイナモを作った。これは、上部にふたつのコイルを取り付け、その下に置いたU字形の永久磁石を回転させることにより電気を発生させようというものであった。
様々な偶然の発見により、ダイナモから様々な装置が発明されていった。例えば、直流電動機、交流発電機、直流の同期電動機、回転変流機などである。
ダイナモは、一定の磁場を提供する固定部品（界磁）とその磁場の中で回転するいくつかのコイルで構成される。小型のダイナモでは界磁にひとつ以上の永久磁石を使い、大型のダイナモでは界磁にひとつ以上の電磁石を用いる。
現在では交流発電がほとんどで、交流から直流への変換にも半導体素子を用いた電子回路を使うため、高出力のダイナモはほとんど使われていない。しかし交流の原理が発見される以前は、大型の直流ダイナモが唯一の発電手段だった。

## 発電機の仕様
発電機の仕様（スペック）として書かれるのは、おおむね次のような項目である。
- 定格出力
- 定格回転数
- 電源の種類（定格周波数や力率、単相か三相など）
- 定格電圧
- 定格電流
- 定格運転時間（一時間や連続など）
- 絶縁体の耐熱クラス
- 絶縁の階級

## 保安装置

### 機械的保護
- 過速度継電器
- 温度継電器

### 電気的保護
- 過電流継電器
- 過電圧継電器
- 不足電圧継電器
- 地絡過電圧継電器
- 地絡過電流継電器
- 逆電力継電器
- 周波数継電器
- 界磁過電流継電器
- 界磁地絡継電器
- 界磁喪失継電器
- 比率差動継電器
- 逆過電流継電器

## 事故
家庭用の携帯発電機による一酸化炭素中毒の死亡事故が発生している。
- 2018年9月7日、北海道胆振東部地震による停電後、北海道の標津町の会社員の40代男性が、上富良野町では自営業の70代男性が、死亡した。いずれも1人暮らしで、閉め切った換気の不十分な屋内で、ガソリン式の発電機を使用し、一酸化炭素中毒により死亡。取扱説明書には「排ガスは一酸化炭素などの有害物質を含んでおり、排ガス中毒のおそれがあるため、排ガスがこもる場所で使用しない」という旨が記載されていた[2][3][4]。

- 2020年9月7日、鹿児島県の種子島の南種子町で、令和2年台風第10号の影響による停電中に家庭用発電機を換気が不十分な屋内で使用した結果、1人が死亡、2人が重症。発電機と説明書には「排ガス中毒のおそれ」「換気の悪い場所では使用しない」旨の記載があった[4][5][6]。

- 2021年8月2日、福井県で、車両に搭載されていた携帯発電機を用い、車両で休憩していた人1名が、一酸化炭素中毒で死亡。取扱説明書には、「エンジンの排ガスに有害な成分が含まれ、トンネル、屋内など通気の悪いところで使用してはならず。もし使用すると、酸欠や死亡する場合がある」旨の記載があった[7]。